# Premis del Sindicat Nacional de l'Espectacle de 1966
Els vint-i-sisens Premis Nacionals de Cinematografia concedits pel Sindicat Nacional de l'Espectacle corresponents a 1966 es van concedir el 31 de gener de 1967 a l'Hotel Palace de Madrid. En aquesta edició els premis econòmics foren per 5 pel·lícules i 875.000 pessetes, i un total de 265.000 pessetes als premis al millor director, guió, actor i actriu principal, actor i actriu secundaris, fotografia, decorats i música. També foren premiats els curtmetratges Los fantasmas del taller, Tarde de sol i Unos chicos, unas chicas.

## Guardonats de 1966
| Categoria                | Premi       | Pel·lícula premiada    | Director                                               |
| ------------------------ | ----------- | ---------------------- | ------------------------------------------------------ |
| Premi especial           | 250.000 pts | Los ojos perdidos      | Rafael García Serrano                                  |
| 1r premi                 | 250.000 pts | Los guardiamarinas     | Pedro Lazaga                                           |
| 2n premi                 | 150.000 pts | El precio de un hombre | Eugenio Martín Márquez                                 |
| 3r premi                 | 125.000 pts | Adiós Cordera          | Pedro Mario Herrero                                    |
| 4t premi                 | 100.000 pts | Juguetes rotos         | Manuel Summers                                         |
| Millor director          | 45.000 pts  | Eugenio Martín Márquez | El precio de un hombre                                 |
| Millor guió              | 45.000 pts  | Rafael García Serrano  | Los ojos perdidos                                      |
| Millor actriu            | 30.000 pts  | Rocío Dúrcal           | Buenos días, condesita                                 |
| Millor actor             | 30.000 pts  | Albert Closas          | Operación Plus Ultra                                   |
| Millor actriu principal  | 25.000 pts  | Amàlia de Isaura       | Acompáñame                                             |
| Millor actor principal   | 25.000 pts  | Manuel Zarzo           | Nuevo en esta plaza                                    |
| Millor actriu secundària | 20.000 pts  | María Jesús Lara       | Adiós Cordera                                          |
| Millor actor secundari   | 20.000 pts  | Emilio Gutiérrez Caba  | Los guardiamarinas                                     |
| Millor fotografia        | 25.000 pts  | Juan Mariné Bruguera   | Los guardiamarinas                                     |
| Millors decorats         | 20.000 pts  | Gil Parrondo           | Pampa salvaje El fantástico mundo del doctor Coppelius |
| Millors música           | 20.000 pts  | Manuel Alejandro       | Cuando tú no estás                                     |